# Скадарська Країна
42°06′02″ пн. ш. 19°09′36″ сх. д. / 42.10068° пн. ш. 19.159998° сх. д.
Скадарська Країна (кирилицею Скадарска крајина, букв. «Скадарський кордон»), просто відома як Країна (кирилицею Крајина; албанською Краја) — географічний регіон на південному сході Чорногорії, що простягається від південного узбережжя Скадарського озера до гори Румия, до складу якого входять кілька сіл. Його майже повністю населяють албанці. Територія розділена між муніципалітетами Бар та Ульцинь.
На підставі останніх частин «Хроніки дуклянського попа» Країна була політичним центром Дуклі. Йован Володимир, правитель Дуклі (бл. 1000—1016), був похований у церкві Країнської Пречистої своєю вдовою Косарою, яка також була похована в церкві. Найстаріша опублікована албанська книга «Мешарі» («Місал») була написана албанським католицьким священиком Гйоном Бузуку, який народився в селі Ліварі.

## Географія

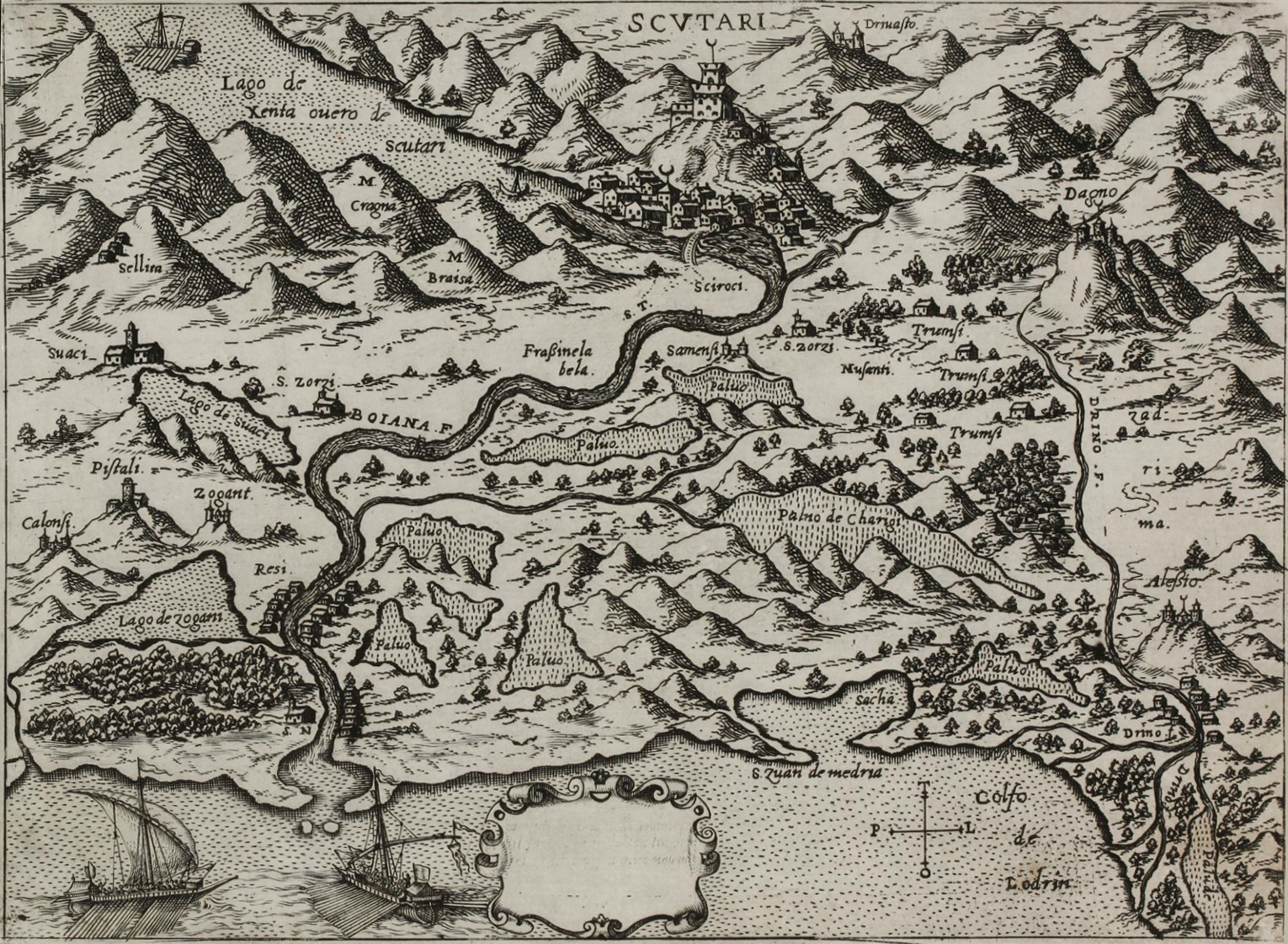
М. Крагна, 1571

Розташування Скадарської Країни/Краї

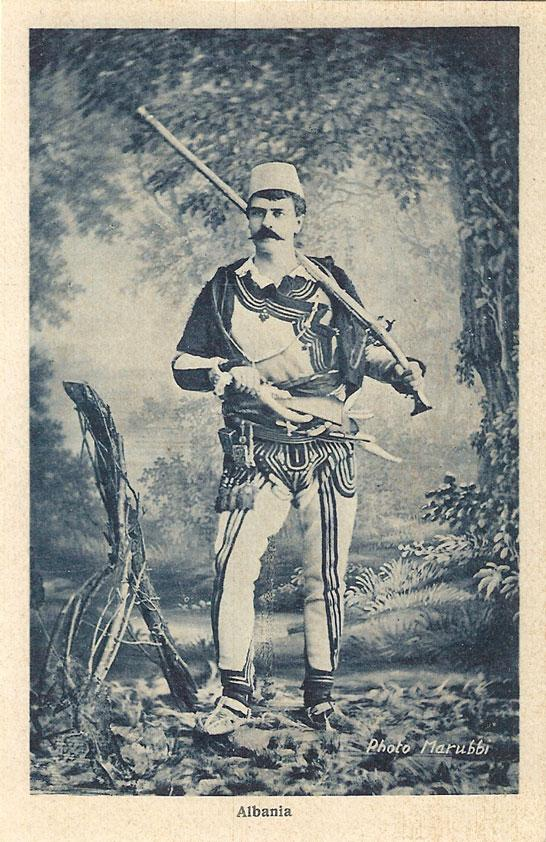
Албанець із Країни

Регіон у складі Чорногорії розташований від східного кордону з Албанією недалеко від узбережжя Адріатичного моря. Він знаходиться між регіонами Црмниця і Ана-Маліт, простягається від села Цкла до Шештані, субрегіону, який часто розглядається як частина ширшого регіону Країни. Він також знаходиться між Скадарським озером і горою Румія. У Чорногорії вона в основному складається з сіл і селищ поменше, самим населеним пунктом є Острос (стор 230 (2003)). У межах Албанії регіон межує з південної сторони з горами Тарабош і охоплює лише прибережне село Зогай на Скадарському озері.
У межах Чорногорії Країна охоплює такі села і хутори:
- Арбнеш
- Бобовіште
- Блака
- Скла
- Костанїця
- Рунья
- Малий Острос
- Мартичі
- Теяні
- Великий Острос

## Історія
З того, що ми можемо побачити в одному латинському рукописі в XIV століттz (The Directorium ad passagium faciendum 1332), ми отримуємо чітке вказівку на демографію території того часу в Середньовіччі; «Латиняни мають шість міст з єпископами: спочатку Антибарум (Бар), резиденція архієпископа, потім Чатаренсіс (Котор), Дулцедіненсіс (Ульцинь), Суаціненсіс (Шас), Скутаренсіс (Шкодра) і Дрівасенсіс (Дрішт), які населені лише латинянами. За межами міських стін албанці складають населення всієї єпархії». Примітка; ця територія у XV століттібула включена до Albania veneta (Венеційської Албанії), але пізніше, за далматинським істориком Луїджі Паулуччі, була захоплена османами.

### Османський період
В османському дефтері 1485 року для санджаку Скутарі нахія Країна зафіксована з одним однойменним селом. У реєстрі Країна фігурує як велике поселення зі 142 домогосподарствами, і близько половини зареєстрованих голів домогосподарств носили типові албанські особисті імена, інша половина мала слов'янську антропоніміку, яка, можливо, пояснюється впливом Сербської православної церкви через Пецьку патріархію. У пізнішому реєстрі 1582 року нахія розширилася й охопила поселення Гьончік, Фтілан, Пенчан, Бріск, Лівар, Зоган, Арбанас, Беспод, Бабсул, Ровік, Бобошта, Шклав, Враджа, Надвіла , Подгожан, Мурик, і Коштаня. Перші 11 засвідчених сіл переважно мали албанські антропоніми, тоді як наступні 4 мали переважно слов'янські або змішані албано-слов'янські особисті імена. Проте Мурік і Коштаня мали приблизно однакову кількість албанських і слов'янських імен.

## Демографія
З кінця 1960-х до початку 1970-х років тисячі місцевих жителів мігрували до країн Європи та Сполучених Штатів. За оцінками, в регіоні Країна проживає від 2000 до 3000 осіб, більшість з яких становлять етнічні албанці. Релігійний склад — мусульманський і християнський (православний і католицький).
| Назва села    | Назва села     | Населення | Населення | Населення | Населення | Населення | Населення | Населення | Населення |                                   |
| Чорногорською | Албанською     | 1948      | 1953      | 1961      | 1971      | 1981      | 1991      | 2003      | 2011      | Ethnicity                         |
| ------------- | -------------- | --------- | --------- | --------- | --------- | --------- | --------- | --------- | --------- | --------------------------------- |
| Arbnež        | Arbënesh       | 535       | 556       | 603       | 606       | 650       | 725       | 399       | 327       | 97.2 % албанців, 2.8 % інших      |
| Bobovište     | Bobosht        | 318       | 354       | 412       | 470       | 490       | 553       | 230       | 180       | 100 % албанців                    |
| Ckla          | Skje           | 179       | 193       | 243       | 285       | 291       | 301       | 104       | 83        | 100 % албанців                    |
| Koštanjica    | Kështenjë      | 402       | 517       | 551       | 564       | 609       | 510       | 216       | 168       | 100 % албанців                    |
| Mali Ostros   | Ostros i Vogël | 323       | 358       | 394       | 384       | 427       | 419       | 148       | 111       | 100 % албанців                    |
| Martići       | Martiq         | 521       | 530       | 564       | 641       | 682       | 705       | 357       | 293       | 97.6 % албанців, 2.4 % інших      |
| Tejani        | Thtjan         | 305       | 288       | 292       | 261       | 185       | 240       | 93        | 61        | 100 % албанців                    |
| Veliki Ostros | Ostros i Madh  | 601       | 575       | 611       | 638       | 639       | 623       | 416       | 332       | 100 % албанців                    |
| Разом         | Разом          | 3184      | 3371      | 3670      | 3849      | 3973      | 4076      | 1963      | 1555      | 99 % албанців, 1 % інших/невідомо |

Християни здебільшого проживають у регіоні Шестан, з меншинами в Ліварі, Брісці та Теджані.